# Dvorakova zjednodušená klávesnice
Dvorakova zjednodušená klávesnice, anglicky Dvorak Simplified Keyboard (DSK), je rozložení klávesnice, patentované v roce 1936 Augustem Dvorakem a jeho švagrem Williamem Dealeym.
Cílem profesora na Washingtonské univerzitě v Seattlu, Dr. Augusta Dvoraka, bylo vytvořit ergonomičtější rozložení znaků na klávesnici, které by umožnilo rychlejší a bezchybnější psaní. Konstrukci Dvorakovy klávesnice předcházela studie anglického jazyka (analýza nejčastěji používaných písmen a jejich kombinací) a fyziologie rukou. Ačkoli svou popularitou nikdy nepředčila standardní rozložení QWERTY, většina nových počítačů má k dispozici software pro převod na klávesnici Dvorak.

## Rozložení

Dvorakova zjednodušená klávesnice (US rozložení)

Rozložení klávesnice DSK bylo navrženo na základě následujících principů:
- Na mechanické klávesnici je snazší psát písmena, pokud střídáte ruce.
- Nejběžnější písmena a kombinace písmen by se měla nacházet na středním řádku.
- Nejméně užívaná písmena by měla být ve spodním (nejhůře přístupném) řádku.
- Pravá ruka, protože většinu populace tvoří praváci, by měla dělat více psaní.
- Spřežky by neměly být psány sousedními prsty.

Ve střední řadě se nacházejí nejčastěji používaná písmena (AOEUIDHTNS) a jejich kombinace. Vpravo najdeme souhlásky, nalevo samohlásky - to umožňuje výhodnější střídání pravé a levé ruky. V porovnání s rozložením QWERTY, kde se na střední řadě odehrává 30–35 % psaní, Dvorakova střední řada využije 60–70 %.
Na horní řadě se nacházejí méně používané znaky a na spodní ty nejméně, neboť pro naše prsty je na klávesnici jednodušší pohyb nahoru nežli dolů.

## Dvorak versus QWERTY
Rozložení Dvorakovy klávesnice minimalizuje nutný pohyb prstů po klávesnici, a tím i umožňuje rychlejší psaní. Mnoho anglicky píšících rekordmanů v psaní všemi deseti proto využívá právě toto rozložení. I držitelka Guinnessova rekordu v nejrychlejším psaní, Barbara Blackburn, používala právě Dvorakovu klávesnici. V roce 1985 dokázala udržet tempo 150 wpm (slov za minutu) po dobu 50 minut. Sama říkala, že za tento rekord vděčí právě přechodu na DSK, neboť předtím, když ještě na střední škole používala rozložení QWERTY, označila předmět psaní všemi deseti „jejím prokletím“.  Přesto stále platný světový rekord vytvořila Češka Ing. Helena Zaviačičová (roz. Matoušková) v roce 2003 na mistrovství světa v Římě.
Mnoho lidí přešlo na DSK, neboť je údajně výhodnější ze zdravotního hlediska. Bylo prokázáno, že u uživatelů, kteří používají toto rozložení, je pravděpodobnost výskytu syndromu karpálního tunelu či jiných forem poškození z opakovaného namáhání (RSI) výrazně menší nežli u uživatelů QWERTY. 
V prospěch DSK se staví i studie námořnictva Spojených států amerických z roku 1944, kdy po přechodu z QWERTY na DSK se rychlost psaní zvýšila až o 75 %. Výsledky této studie však mohou být zavádějící, neboť Dr. August Dvorak byl v jejím průběhu velitelem U.S. námořnictva.
Další studie, prováděná v roce 1956 doktorem Earlem Strongem pro Správu obecných služeb Spojených států (GSA), uvedla, že rozložení QWERTY je stejně efektivní jako DSK, ne-li více. Mnozí se však domnívají, že výsledky této studie byly zmanipulované, jelikož mezi Dr. Strongem a Dr. Dvorakem panovaly roztržky ještě před samotnou studií.
Výzkumy dále pokračovaly v 50. a 70. letech, avšak nadřazenost DSK nikdy nebyla stoprocentně potvrzena. Dodnes panují spory o to, jaké rozložení je ve skutečnosti celkově výhodnější.

## Verze

Dvorakovo rozložení přizpůsobené levé ruce

Dvorakovo rozložení přizpůsobené pravé ruce

V 60. letech vytvořil Dvorak další dvě verze rozložení, které měly sloužit výhradně pro psaní pouze jednou rukou. Stejně tak jako standardní verze DSK, upravené rozložení pro praváky a leváky eliminuje zbytečný pohyb prstů po klávesnici a tím usnadňuje psaní převážně lidem s tělesným hendikepem.

Rozložení "Programmer Dvorak"

Na počátku 21. století přišel Richard Kaufmann s tzv. „Programmer Dvorak“. Toto rozložení bylo navrženo za účelem usnadnění programování v programovacích jazycích C, C#, Java, Pascal, Lisp, CSS a XML.

## Dvorak a čeština
V českém jazyce není rozložení Dvorak příliš výhodné, neboť nezohledňuje znaky s diakritikou a jejím doplněním ztrácí výhody. Tomáš Neugebauer ve své knize „Profesionálem v administrativě“ (2003) uvádí, že rozdíl pro český text je dokonce zcela zanedbatelný.